# 巴尼奥斯德莫尔加斯
巴尼奥斯德莫尔加斯，是西班牙加利西亚自治区奥伦塞省的一个市镇。总面积68平方公里，总人口2147人（2001年），人口密度32人/平方公里。